# Pero gota
Pero gota là một loài bướm đêm trong họ Geometridae.